# Ел Аткінс
Алан Джон «Ел» Аткінс (англ. Alan John "Al" Atkins; нар. 14 жовтня 1947, Вест-Бромвіч, Західний Мідленд, Англія) — британський хеві-метал-вокаліст, відомий насамперед своєю участю в Judas Priest.

## Кар'єра
Свою музичну кар'єру Аткінс розпочав 1964 року. Він брав участь у різноманітних блюз-рокових колективах, поки у вересні 1969 року не сформував власний гурт, який дістав назву Judas Priest. Гурт був названий на честь персонажа з пісні Боба Ділана «The Ballad of Frankie Lee And Judas Priest». Склад виглядав наступним чином:
- Ел Аткінс – вокал
- Джон Перрі – гітара[2][3]
- Ерні Чатевей – гітара
- Бруно Степпенгілл – бас-гітара
- Джон Пертрідж – ударні

Граючи музику, що не мала нічого спільного із загальноприйнятим напрямком майбутньої метал-групи, колектив у такому вигляді проіснував до квітня 1970 року, коли розпався через творчі розбіжності.
До цього часу з'явилися гурти Led Zeppelin і Black Sabbath, і Аткінс зацікавився грою в цьому напрямку. Музиканти К. К. Даунінґ, Іен Гілл і Джон Елліс, які грали в групі Freight, знайшовши з Аткінсом спільні інтереси, об'єдналися, створивши новий гурт. Аткінсу не подобалася назва колективу Freight, і він запропонував їм перейменуватися в Judas Priest, оскільки мав права на цю назву. Після набуття послідовників у Бірмінгемі, Judas Priest під лідерством Ела записали 1971 року демо, яке привернуло увагу Тоні Айоммі, але було відкинуто одним із провідних лондонських лейблів. Аж до весни 1973 року тріо Аткінс-Гілл-Даунінґ становило основний кістяк гурту, тоді як барабанщики часто змінювалися; замість Джона Елліса, який пішов у жовтні 1971 року, за ударну установку сів Алан Мур, а потім, через рік, його змінив Кріс Кемпбелл.
У травні 1973 року, щоб утримувати дружину і малолітню дочку, залишившись без контракту на запис, Аткінс був змушений залишити групу. Він був замінений Робом Гелфордом, який відмовився співати пісні, спочатку написані Аткінсом. Отже, альбом Rocka Rolla дає характеристику первісної концепції Аткінса, заданої для групи. Згодом Ел створив новий гурт Lion, а після його розпаду почав сольну кар'єру.
Станом на 2012 рік Аткінс очолює гурт Atkins/May Project, в якому також грає гітарист Пол Мей. У прес-релізі від 21 травня 2011 року повідомлялося, що Ел буде виконувати сесійний вокал для хеві-метал-оперного проекту Lyraka. У 2013 році Аткінс записав сольний альбом своїх улюблених пісень, написаних у період між його участю в Judas Priest і роботою в Holy Rage.

## Дискографія

### Сольна робота
- Judgement Day (1990)
- Dreams of Avalon (1991)
- Heavy Thoughts (1994) (випущено у 2003 році з двома бонус-треками)
- Victim of Changes (1998)
- Demon Deceiver (2007)
- Demon Deceiver... Plus (перевидання з двома бонусними треками, 2009)
- Reloaded (перезаписаний «best of», за участю Іена Гілла, Ральфа Шіперса, Роя Зі та інших спеціальних гостей, 2017)

### Holy Rage
- Holy Rage (2010)

### Atkins / May Project
- Serpents Kiss (2011)
- Valley of Shadows (2012)
- Empire of Destruction (2014)
- Anthology (збірка, 2015)
- The Final Cut (2020)

### Альбоми (гостьові сесії)
Lyraka
- Lyraka Volume 2 (не випущено)